# Var Azur
 (mars 2025).
Motif : notoriété?  Manque de sources centrées de notoriété nationale. Article précédemment supprimé et recréé par le même utilisateur, banni depuis
- Archive Wikiwix
- Bing
- Cairn
- DuckDuckGo
- E. Universalis
- Gallica
- Google
- G. Books
- G. News
- G. Scholar
- Persée
- Qwant
- (zh) Baidu
- (ru) Yandex
- (wd) trouver des œuvres sur Wikidata

| 1. | Préciser le motif de la pose du bandeau. | Précisez le motif de la pose du bandeau en utilisant la syntaxe suivante : {{admissibilité à vérifier\|date=juillet 2025\|motif=remplacez ce texte par le motif}}             |
| 2. | Informer les utilisateurs concernés.     | Pensez à avertir le créateur de l'article, par exemple, en insérant le code ci-dessous sur sa page de discussion : {{subst:avertissement admissibilité à vérifier\|Var Azur}} |

 (mars 2025).
Si vous disposez d'ouvrages ou d'articles de référence ou si vous connaissez des sites web de qualité traitant du thème abordé ici, merci de compléter l'article en donnant les références utiles à sa vérifiabilité et en les liant à la section « Notes et références ».
Var Azur était une chaîne de télévision généraliste locale privée, diffusé partout dans le département du Var. Elle était du même groupe que Provence Azur et Azur TV.

## Histoire

### Création de la chaîne (2016-2017)
La chaîne a été créé après un appel aux candidatures du CSA (ancien nom de l'ARCOM) daté de 2016, pour les zones de diffusion Toulon-Hyères (Département du Var) et Marseille (Département des Bouches-du-Rhône), alors la chaîne Azur TV (créé en 2013 et diffusé dans le département des Alpes-Maritimes) a déposé deux candidatures, la première pour le Var, avec Var Azur, et la seconde pour les Bouches-du-Rhône avec Provence Azur, ses deux candidatures ont été acceptés et Var Azur a commencé de diffuser sur le canal 30 de la TNT Varoise, le 17 Avril 2017 et Provence Azur, le 15 Mai 2017,,.

### Rachat de la chaîne (2021)
La chaîne (ainsi que Provence Azur et Azur TV) est rachetée par Altice Média, à l'époque propriétaire des chaînes BFM et RMC le 8 Avril 2021. Le Lundi 5 Juillet 2021, Var Azur devient officiellement BFM Toulon Var,.

## Diffusion
La chaîne Var Azur était diffusé sur la TNT Varoise, sur le canal 30, et sur les box SFR TV, canaux 286/517, Bouygues Telecom, canal 361, Freebox TV, canal 332, et sur Orange TV, canal 388.

## Identité visuelle
La chaîne Var Azur n'a possédé qu'un seul logo du 17 Avril 2017 au 5 Juillet 2021, inspiré du logo de sa chaine-sœur Azur TV.

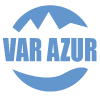
Logo de Var Azur du 17 Avril 2017 au 05 Juillet 2021